# With Love and Hisses

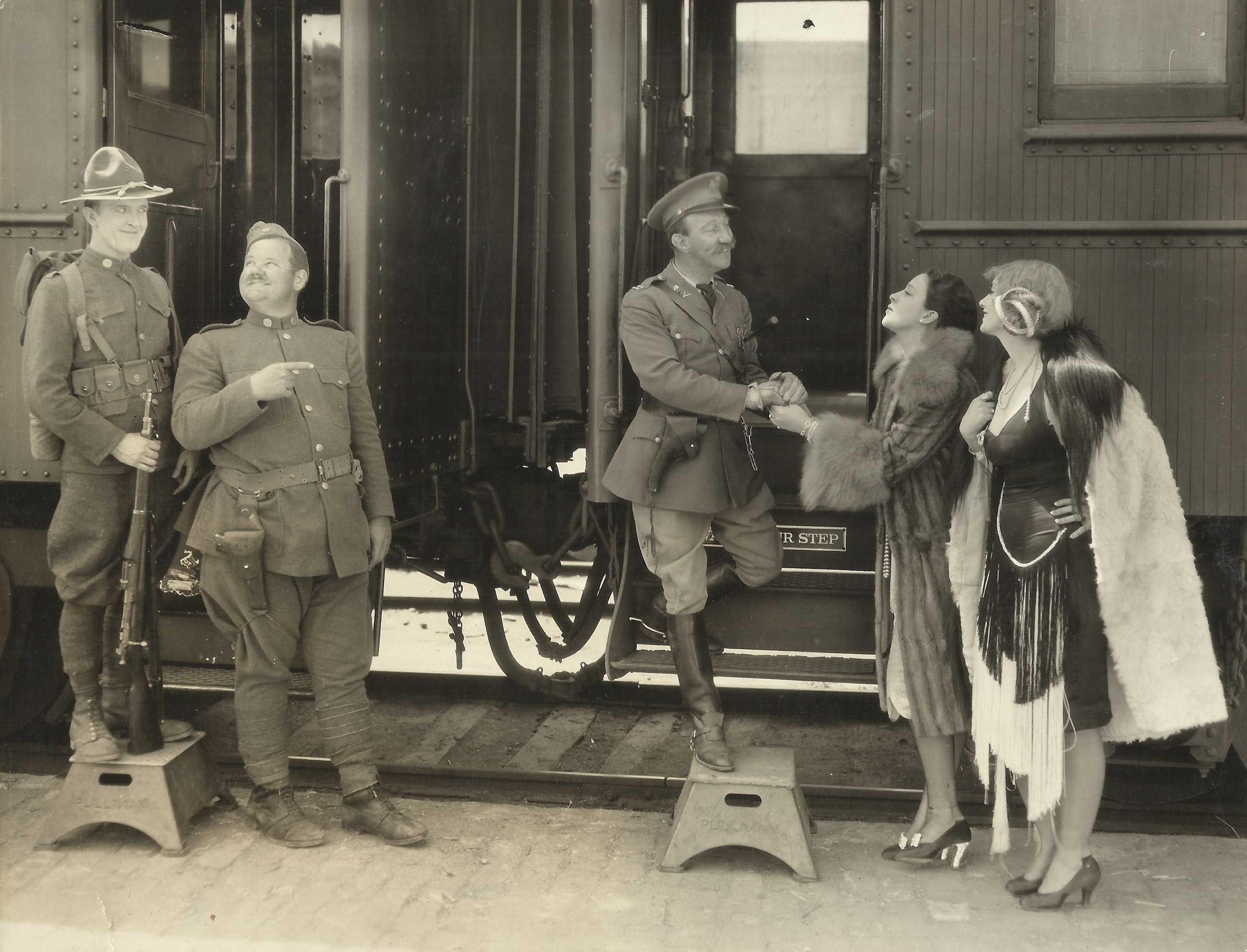
With Love and Hisses

With Love and Hisses é um filme de curta-metragem do gênero comédia, produzido nos Estados Unidos e lançado em 1927.
O filme conta com a dupla icônica do cinema Laurel e Hardy. No entanto, neste filme, Stan Laurel é o ator principal, enquanto Oliver Hardy faz papel de coadjuvante.

## Plot
O recruta do exército Cuthbert Hope (Stan Laurel) inferniza constantemente a vida do Sargento Banner (Oliver Hardy). Banner também acaba cometendo várias trapalhadas e tem de apresentar constantemente ao Capitão Bustle (Jimmy Finlayson).

## Elenco
- Stan Laurel como Cuthbert Hope
- Oliver Hardy como Primeiro Sargento Banner
- James Finlayson como Capitão Bustle
- Anita Garvin como Namorada do Oficial Superior
- Chet Brandenburg como Soldado recruta
- Frank Brownlee como Major General Rohrer
- Josephine Dunn como Namorada
- Jerry Mandy como Soldado com apetite voraz
- Frank Saputo como Soldado
- Eve Southern como Namorada do Oficial Superior
- Will Stanton como Soldado dormindo próximo à Hope
- Charlie Hall como Soldado